# Bryter Layter
Az 1970-es Bryter Layter Nick Drake második nagylemeze. Az albumon Drake-et a Fairport Convention több tagja, John Cale (a The Velvet Underground-ból) és a Beach Boys két tagja, Mike Kowalski és Ed Carter kísérik.
2000-ben a Q magazin a 23.-nak választotta a minden idők 100 legjobb brit albuma listán. A Rolling Stone Minden idők 500 legjobb albuma listáján a 245. lett 2003-ban. Szerepel az 1001 lemez, amit hallanod kell, mielőtt meghalsz című könyvben.

## Az album dalai
| 1. | Introduction                 | Nick Drake | 1:33 |
| 2. | Hazey Jane II                | Nick Drake | 3:46 |
| 3. | At the Chime of a City Clock | Nick Drake | 4:47 |
| 4. | One of These Things First    | Nick Drake | 4:52 |
| 5. | Hazey Jane I                 | Nick Drake | 4:31 |

| 1. | Bryter Layter | Nick Drake | 3:24 |
| 2. | Fly           | Nick Drake | 3:00 |
| 3. | Poor Boy      | Nick Drake | 6:09 |
| 4. | Northern Sky  | Nick Drake | 3:47 |
| 5. | Sunday        | Nick Drake | 3:42 |

## Közreműködők
- Nick Drake – gitár; ének, kivéve az Introduction és Sunday dalokat
- Dave Pegg – basszusgitár, kivéve a One of These Things First-öt
- Dave Mattacks – dob, kivéve az At the Chime of a City Clock, One of These Things First, Fly, Poor Boy és Northern Sky dalokat
- Robert Kirby – hangszerelés (vonósok az Introduction, At the Chime of a City Clock, Hazey Jane I és Sunday dalokon; rézfúvósok a Hazey Jane II-n)
- Richard Thompson – szólógitár a Hazey Jane II-n
- Ray Warleigh – altszaxofon az At the Chime of a City Clock-on és a Poor Boy-on, fuvola a Sunday-en
- Mike Kowalski – dob az At the Chime of a City Clock, One of These Things First, Poor Boy és Northern Sky dalokon
- Paul Harris – zongora a One of These Things First-ön
- Ed Carter – basszusgitár a One of These Things First-ön
- Lyn Dobson – fuvola a Bryter Layter-en
- John Cale – brácsa és csembaló a Fly-on; cseleszta, zongora és orgona a Northern Sky-on
- Chris McGregor – zongora a Poor Boy-on
- Pat Arnold, Doris Troy – háttérvokál a Poor Boy-on